# Iglesia de Nuestra Señora de la Asunción (Etura)
La iglesia de Nuestra Señora de la Asunción es un edificio situado en el concejo español de Etura, en la provincia de Álava.

## Descripción
El edificio se encuentra en el concejo español de Etura, del municipio de Barrundia, perteneciente a la provincia de Álava, en la comunidad autónoma del País Vasco. Se menciona como iglesia parroquial del lugar en el séptimo volumen del Diccionario geográfico-estadístico-histórico de España y sus posesiones de Ultramar de Pascual Madoz, donde aparece descrita con las siguientes palabras: «igl. parr. (la Asuncion), servida por un beneficiado». En el tomo de la Geografía general del País Vasco-Navarro dedicado a Álava y escrito por Vicente Vera y López, se dice lo siguiente: «La parroquia es de categoría rural de segunda, dedicada á la Asunción de Nuestra Señora y pertenece al arciprestazgo de Salvatierra».